# Tanjistomella verna
Tanjistomella verna är en nattsländeart som beskrevs av Arturs Neboiss 1974. Tanjistomella verna ingår i släktet Tanjistomella och familjen Kokiriidae. Inga underarter finns listade i Catalogue of Life.